# Christoph Friedrich Rabe von Pappenheim
Christoph Friedrich Rabe von Pappenheim (* 1713; † 23. August 1770 in Kassel) war Generalmajor in der Hessen-kasselschen Armee und als Oberamtmann des Landgrafen Verwalter der Herrschaft Schmalkalden.

## Familie
Christoph Friedrich Rabe von Pappenheim entstammte dem nordhessischen Adelsgeschlecht Rabe von Pappenheim. Er war ein Sohn des Hessen-Kasselschen Offiziers Friedrich Luppert Rabe von Pappenheim (1675–1719) und dessen Gemahlin Anna Katharine Sophie geb. Köster. Am 9. September 1749 heiratete er in Braunfels Sophie Florentine Anna du Bos du Thil (1726–1796), zweitälteste Tochter des Obersten und Kommandanten des fürstlich-Solmsen Schlosses Braunfels, Isaak du Bos, Esquire et Sieur du Thil, und dessen Gemahlin Eleonore Henriette geb. Fabricius von Graß. Der Ehe entstammten die Kinder Friederike Louise Caroline (1756–1829, ⚭ Wolf Sigismund Georg von Uetterodt), August Wilhelm (1759–1826, Generalleutnant und Diplomat) und Wilhelm Maximilian (1764–1815, Hofbeamter im Königreich Westphalen).

## Leben
Christoph Friedrich trat in die Dienste des Landgrafen Friedrich I. von Hessen-Kassel und stieg in dessen Armee zum Generalmajor auf. In der Herrschaft Schmalkalden wurde er Oberamtmann und damit der höchste Beamte des Landgrafen. 1749 konnte er durch die Mitgift, die seine Frau mit in die Ehe gebracht hatte, Verbindlichkeiten ablösen. 1766 begannen sie auf dem Gut in Stammen, das seit 1429 im Besitz der Rabe von Pappenheim war, ein neues Herrenhaus, das Schloss Stammen, im Stil des Weserbarock zu errichten. Christoph Friedrich wurde im Krieg schwer verwundet und starb 1770. Seine Witwe überwachte die Fertigstellung des Schlosses, die sich bis zum Jahre 1772 hinzog.